# Gbelcia cordilurae
Gbelcia cordilurae är en stekelart som beskrevs av Boucek 1993. Gbelcia cordilurae ingår i släktet Gbelcia och familjen puppglanssteklar. Inga underarter finns listade i Catalogue of Life.